# Holanda
Holanda – dawny zaścianek. Tereny, na których był położony, leżą obecnie na Białorusi, w obwodzie witebskim, w rejonie brasławskim, w sielsowiecie Plusy.

## Historia
W czasach zaborów w powiecie dzisieńskim, w granicach Imperium Rosyjskiego.
W latach 1921–1945 zaścianek leżał w Polsce, w województwie nowogródzkim (od 1926 w województwie wileńskim), w powiecie brasławskim, w gminie Plusy.
Powszechny Spis Ludności z 1921 roku nie podał danych dotyczących miejscowości. W 1931 w 2 domach zamieszkiwało 8 osób.
Wierni należeli do parafii rzymskokatolickiej w Plusach. Miejscowość podlegała pod Sąd Grodzki w Brasławiu i Okręgowy w Wilnie; właściwy urząd pocztowy mieścił się w Plusach.